# Lorenz Otto
Lorenz Otto (* 24. Januar 2001 in Fulda) ist ein deutscher Fußballspieler. Der Torwart steht seit 2024 beim FC Rot-Weiß Erfurt unter Vertrag.

## Sportlicher Werdegang
Otto spielte in der Jugend bei SKG Gersfeld, TSV Lehnerz und JFV Viktora Fulda, ehe er 2016 in die Nachwuchsabteilung des FC Rot-Weiß Erfurt wechselte. Nach einem Jahr zog er zum 1. FC Kaiserslautern weiter. Dort durchlief er zunächst die Jugendmannschaften, ehe er 2020 hinter Matheo Raab und Avdo Spahić als dritter Torhüter zur Wettkampfmannschaft aufstieg. Parallel hütete er zeitweise für die U23-Mannschaft des Klubs in der Oberliga Rheinland-Pfalz/Saar das Tor. Dort hatte er noch als A-Jugendlicher im März 2019 debütiert, als Raab bei einem Spiel gegen Hassia Bingen verletzungsbedingt ausgewechselt werden musste.
Im Sommer 2022 schloss sich Otto nach Ablaufen seines Vertrages in der Pfalz dem Südwest-Regionalligisten SSV Ulm 1846 an. Hier war er hinter Stammtorhüter Christian Ortag zweiter Torhüter, beim mit dem Aufstieg in die 3. Liga verbundenen Meistertitel in der Regionalliga-Spielzeit 2022/23 kam er nach Feststehen des ersten Tabellenplatzes am letzten Spieltag bei der 1:3-Niederlage beim Vizemeister TSV Steinbach Haiger zu seinem Ligadebüt. In der Drittligasaison 2023/24 gewann er mit den Spatzen als Ersatzspieler erneut den Meistertitel und kam nach vorzeitigem Erreichen des direkten Durchmarschs in die 2. Bundesliga am 11. Mai 2024 zu seinem Profidebüt, als er den kurz zuvor Vater gewordenen Ortag beim 2:1-Auswärtserfolg bei Borussia Dortmund II zwischen den Pfosten vertrat. Im Sommer 2024 wurde sein Vertrag nicht verlängert.
Mit Ablauf seines Vertrags in Ulm unterschrieb Otto im Mai 2024 einen Zweijahresvertrag beim FC Rot-Weiß Erfurt, bei dem er bereits in seiner Jugend gespielt hatte. Unter Cheftrainer Fabian Gerber war er auf Anhieb Stammspieler und etablierte sich mit dem Klub hinter der Tabellenspitze, beim Erreichen des dritten Tabellenplatzes hinter dem 1. FC Lokomotive Leipzig und dem Halleschen FC am Ende der Regionalliga-Nordost-Spielzeit 2024/25 kassierte er 41 Gegentore in 33 Saisonspielen.